# 安德波斯特施特拉瑟
安德波斯特施特拉瑟（德語：An der Poststraße，發音：[an deːɐ̯ ˈpɔstˌʃtʁaːsə]，意为“在邮路上”）是德国萨克森-安哈尔特州布尔根兰县的市镇，面积44.45平方千米，2023年12月31日人口为1,671人。